# غاري بونتنغ
غاري بونتنغ (بالإنجليزية: Gary Ponting)‏ هو لاعب سنوكر بريطاني، ولد في 17 يناير 1975 في برستل في المملكة المتحدة.

## روابط خارجية
- غاري بونتنغ على موقع CueTracker.net (الإنجليزية)